# William Vincent Barré
William Vincent Barré (c. 1760–1829) fue un escritor con raíces en distintos países europeos, traductor y autor notable principalmente conocido por sus escritos acerca de Napoleón Bonaparte.

## Biografía
Barré nació en Alemania sobre el año 1760 de padres protestantes franceses, quienes habían dejado su país natal debido a sus creencias religiosas. Sirvió primero en la marina rusa, regresando a Francia cuando estalló la primera revolución. Se alistó como voluntario en el ejército durante la campaña italiana de 1796, y obtuvo el rango de capitán gracias a la bravura mostrada en el campo de batalla.
A través de su íntimo conocimiento de las principales lenguas de Europa, se convirtió en uno de los ayudantes favoritos del General Bonaparte, quien le nombró su intérprete personal. Sin embargo, escribió algunos versos satíricos sobre su patrón (que al parecer se han perdido), y tuvo que huir de Francia. Perseguido por la policía de Fouché, huyó en una pequeña barca desde París por el río Sena hasta El Havre, y alcanzó en un barco americano Inglaterra, donde llegó en 1803. Al año siguiente publicó en Londres la "Historia del Consulado Francés bajo Napoleón Bonaparte, una Narración Auténtica de su Administración, tan poco conocida en los Países Extranjeros, incluyendo un Resumen de su Vida, todo ello ilustrado con anécdotas curiosas, etc." ("History of the French Consulate under Napoleon Buonaparte, being an Authentic Narrative of his Administration, which is so little known in Foreign Countries, including a Sketch of his Life, the whole interspersed with curious anecdotes, &c."), obra en la que ataca furiosamente al primer cónsul. Antes de que este trabajo apareciese ya había traducido al francés la "Historia de la Expedición británica a Egipto de Sir Robert Wilson" ("Sir Robert Willson's History of the British Expedition to Egypt"), y al inglés un panfleto titulado "Respuesta de M. Mehée a M. Garat" ("Answer from M. Mehée to M. Garat").
En 1805 apareció en inglés su obra "Auge, Progreso, Disminución, y Caída del Imperio de Bonaparte en Francia" ("Rise, Progress, Decline, and Fall of Buonaparte's Empire in France"), la segunda parte de su publicación histórica anterior, precedida por un 'anuncio' de diez páginas, en el que atacaba a los comentaristas de su primer libro en la "Revisión Anual e Historia de la Literatura de 1803" ("Annual Review and History of Literature for 1803"). Este segundo trabajo es, según la entrada referida a Barré en el Diccionario de Biografía Nacional (Dictionary of National Biography), de trazo tan grueso como el primero.
Barré dejó Inglaterra y marchó a Irlanda, donde tenía parientes con el mismo apellido, entre ellos el conocido orador Isaac Barré. Sobre el año 1806 imprimió en Belfast, en una sola hoja, algunos versos en francés, titulados "Monólogo del Emperador Amarillo, llamado Napoléon Bonaparte, Cretino, Ateo, Católico y Musulmán, en la destrucción de su digno émulo y rival el Emperador Negro, llamado Jacques Dessalines, por la Legión de Honor del ejército negro de Santo Domingo, el 10 de Octubre, traducido del Corso, con el lema, 'a tu torre, payaso'" ("Monologue de l'Empereur Jaune, le nommé Napoléon Buonaparte, Chrétien, Athée, Catholique et Musulman, sur la destruction de son digne émule et rival l'Empereur Noir, le nommé Jacques Dessalines, par la légion d'honneur de l'armée noire de St. Domingue, le 10 Octobre, traduit du Corse, with the motto, ‘à ton tour, paillasse’"). Parece ser que no publicó nada más, y se dice que se suicidó en Dublín en 1829.